# Griazi
Griazi (en ruso: Грязи) es una ciudad del óblast de Lípetsk, en Rusia, centro administrativo del rayón de Griazi. Está situada sobre el río Matyra, afluente por la orilla izquierda del Vorónezh, de la cuenca hidrográfica del Don. Griazi está a 26 km (33 km por carretera) al sur de Lípetsk. Su población se elevaba a 46.405 habitantes en 2009.

## Historia
La ciudad fue creada y se desarrolló alrededor de la estación de ferrocarril de Griazi, abierta en 1868, en relación con las líneas de ferrocarril Vorónezh - Kozlov, Orlov - Griazi, y Griazi - Tsaritsyn. El nombre de la ciudad significa literalmente "fangos", hace referencia a la tierra negra o chernozem típica de la región, y era el de nu pueblo cercano. En la década de 1930, la ciudad contaba ya con unos 25.000 habitantes. Tiene estatus de ciudad desde el 4 de diciembre de 1938.

## Demografía
La situación demográfica de Griazi se ha visto deteriorada a partir de 1990. En 2001, el crecimiento demográfico sufrió un déficit inquietante de más de 10/1000 (tasa de natalidad 7.5/1000, tasa de mortalidad 17.7/1000).
| 1897  | 1939   | 1959   | 1970   | 1979   | 1989   | 2002   | 2008   |
| ----- | ------ | ------ | ------ | ------ | ------ | ------ | ------ |
| 1 700 | 25 900 | 34 400 | 41 300 | 42 600 | 47 458 | 47 478 | 46 471 |

## Economía y transporte
Actualmente Griazi es una ciudad industrial en la periferia de Lípetsk, entre otras cosas con industrias relacionados con la hidráulica, la maquinaria agrícola, la obtención de azúcar y otras compañías alimenticias.
Como intercambiador de tráfico, Griazi alberga tres estaciones de ferrocarril y una de autobuses. La autopista rusa M4 pasa por Lípetsk y a unos 100 km al este de la ciudad se encuentra Tambov, otra importante ciudad.

## Personalidades
- Georgi Plejánov, filósofo procedía de Gudalovka, cerca de Griazi.

## Galería

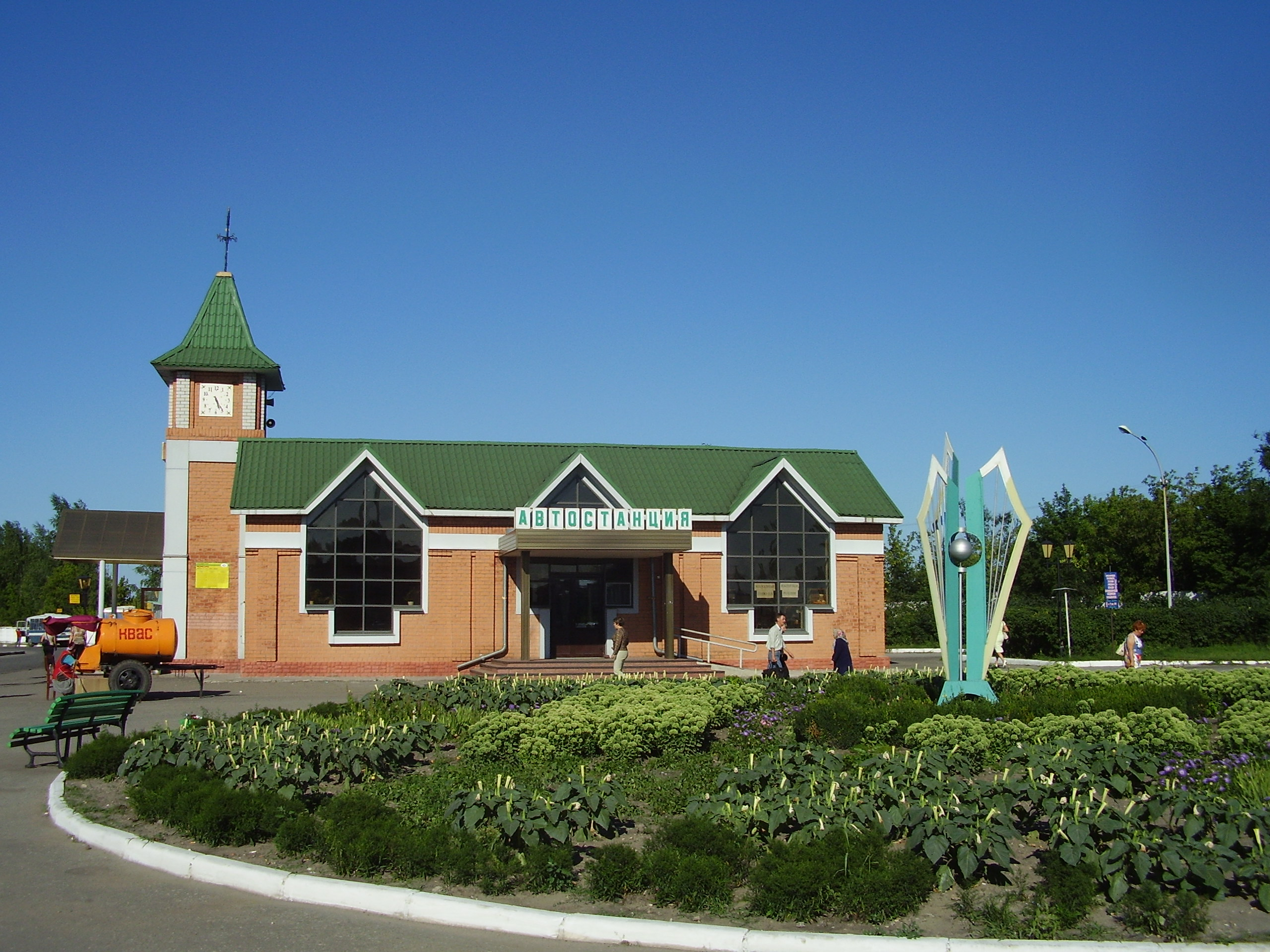
Estación de autobuses de Griazi
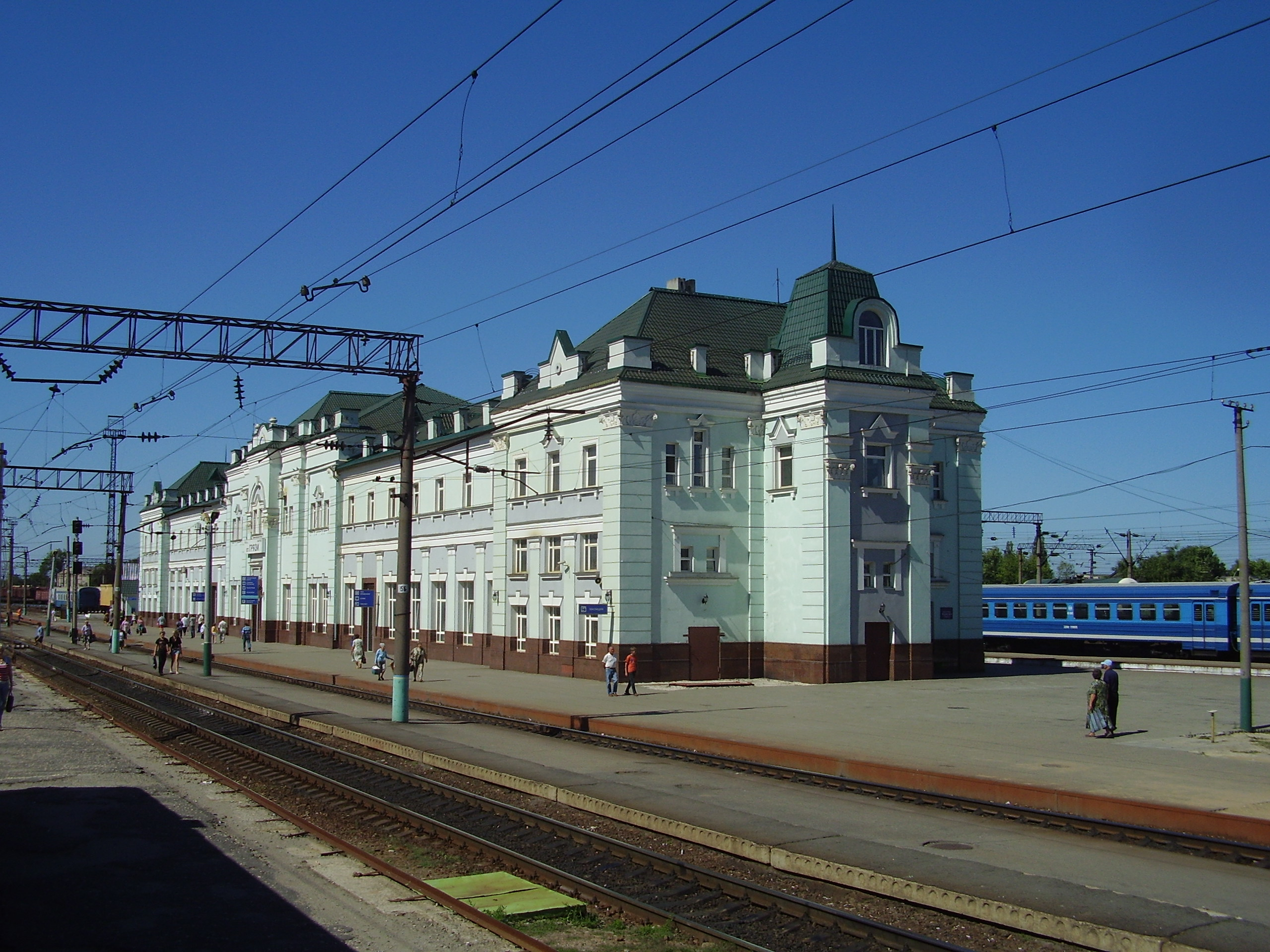
Estación de ferrocarril de Griazi
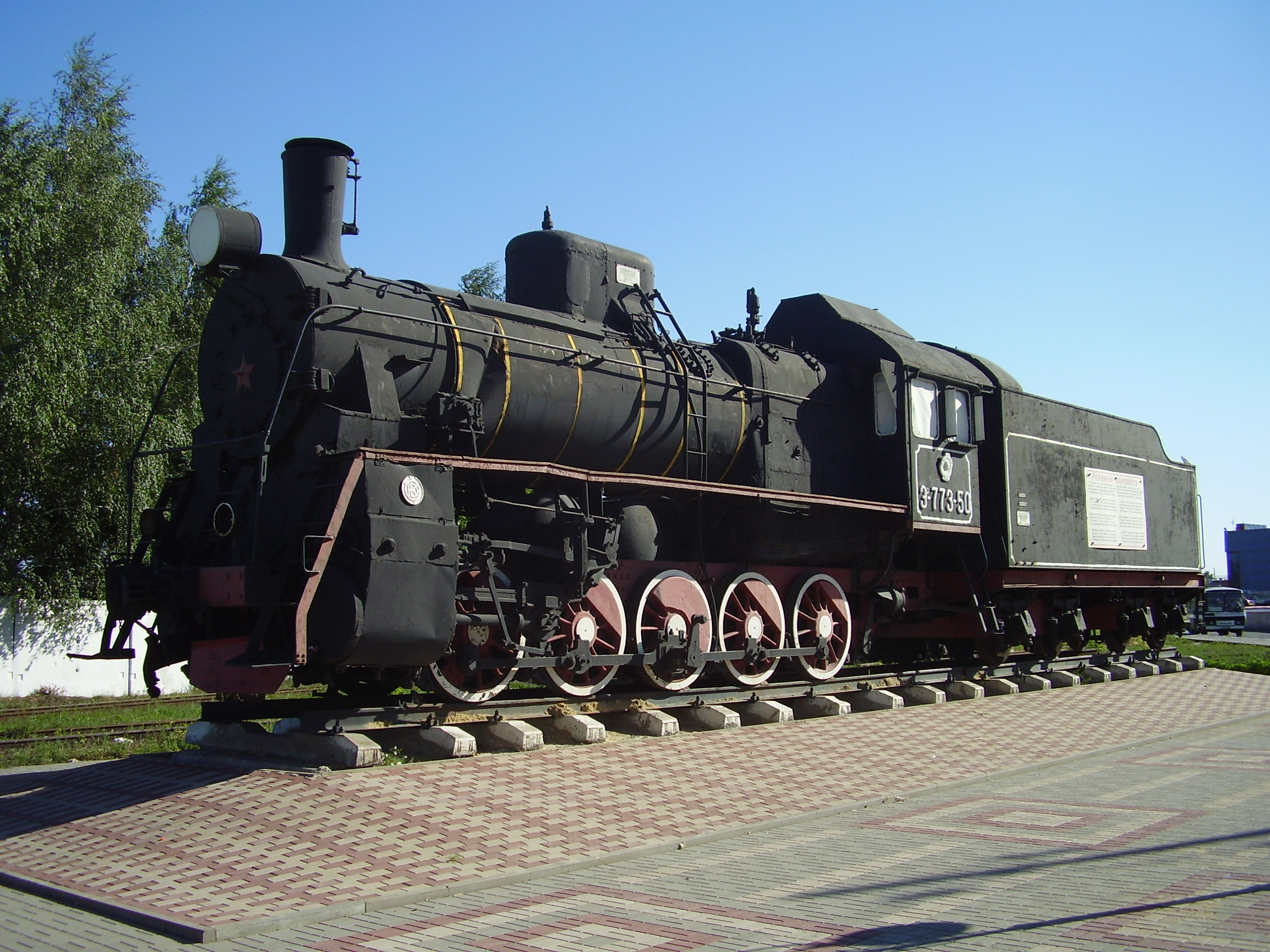
Memorial al ferrocarril
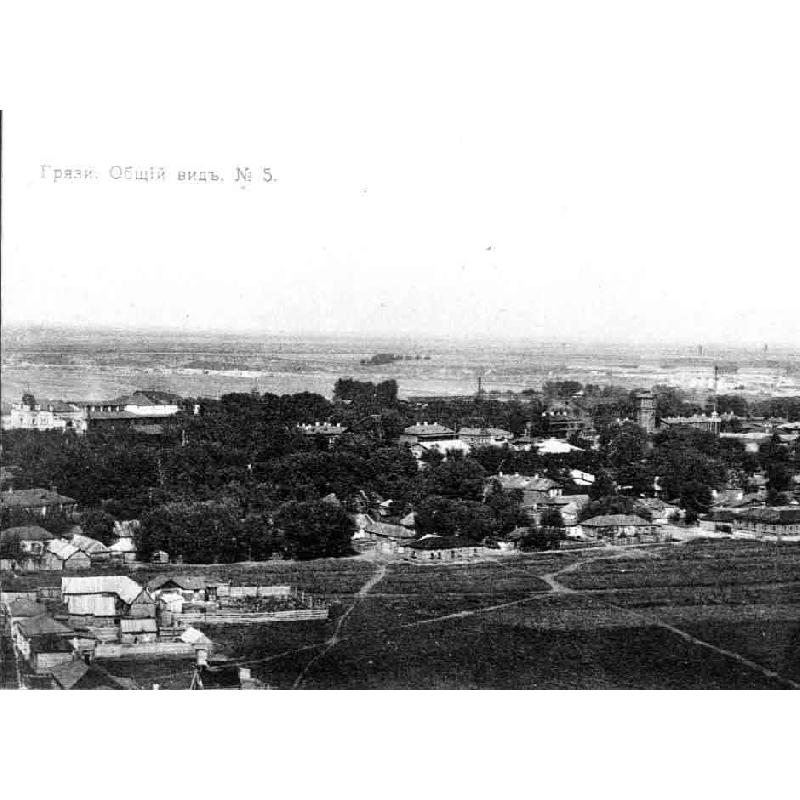
Griazi, principios del siglo XX
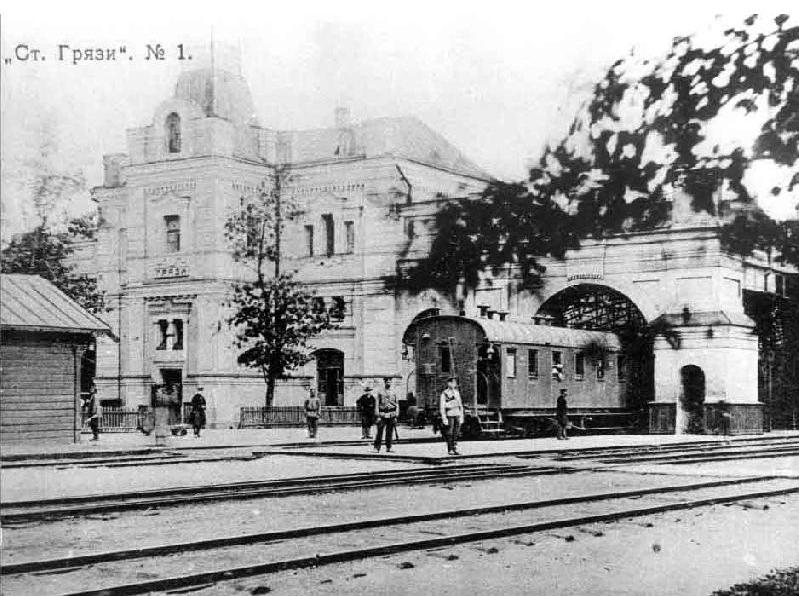
Estación de Griazi, principios del siglo XX
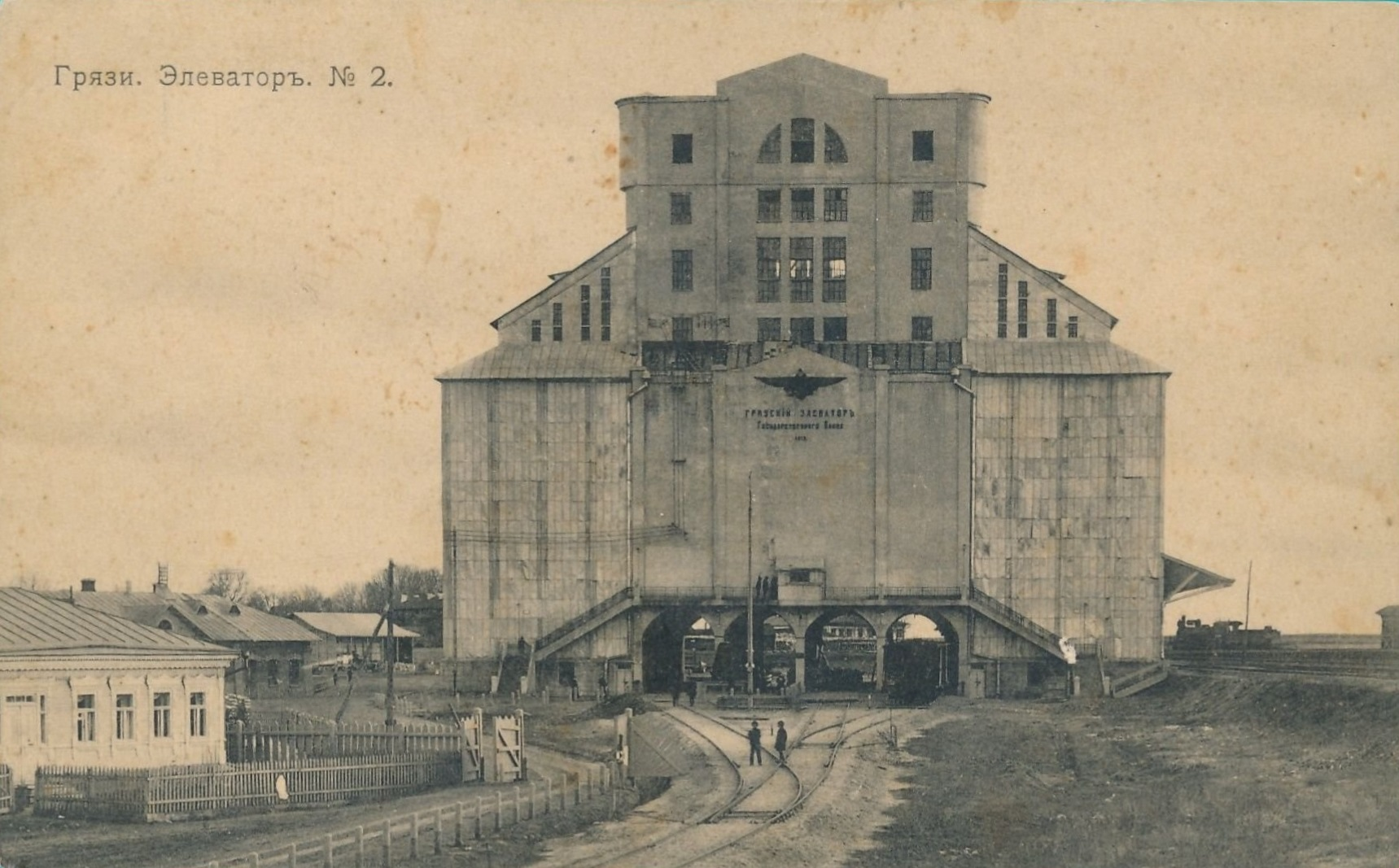
Elevador
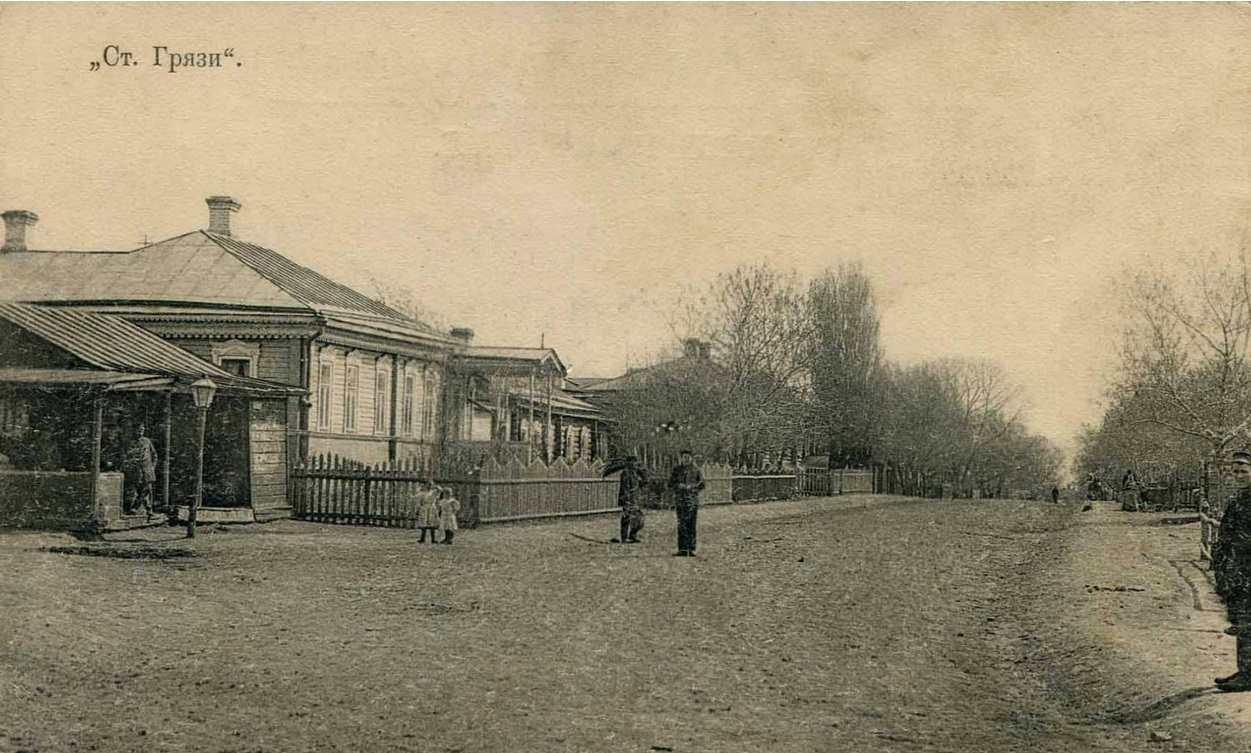
Calle Stantsionnaya
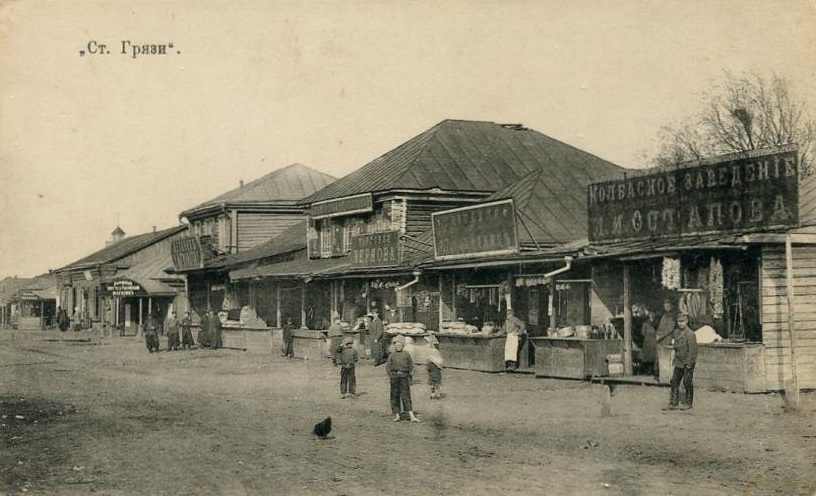
Área comercial